# Confédération internationale du jeu de balle
La Confédération internationale du jeu de balle (CIJB) est une association sportive fondée à Bruxelles le 13 mai 1928. Elle a pour objet de gérer et promouvoir la pratique des différents jeux de balle dérivés du Jeu de paume.
Vingt-deux fédérations nationales adhérent à la CIJB parmi lesquelles les fédérations d'Argentine, de Belgique, de Colombie, d'Équateur, de France, d'Italie, du Mexique, des Pays-Bas, d'Espagne, d'Uruguay, et depuis 2010, 2020 et 2022 respectivement, d’Angleterre du Québec et de Porto Rico.

## L'association
En 2009, le siège de la confédération s'est installé à Valence. Les langues officielles de travail y sont l'espagnol, le français, l'italien, le néerlandais et le valencien.
Comme chaque pays a développé des façons de jouer différentes, le CIJB a mis en place une modalité appelée « jeu international » qui synthétise les traits communs du style direct (équipe et tête à tête) et une autre pour le style indirect : le « fronton international ».
Chaque année, les internationaux de jeu de balle à la main (Handball International Championships) sont organisés. Ce sont des compétitions internationales de jeux de balle organisées par le CIJB avec les sports suivants : 
Pelota autóctona, One wall, Jeu International et Llargues.

Les années paires, ce sont des championnats d’Europe et les années impaires, des championnats du monde.

## Membres
- Angleterre : England Handball
- Argentine : Agrupación Argentina de Pelota a Mano
- Belgique : Nationale Kaatsfederatie – Fédération nationale des jeux de paume
- Bolivie
- Colombie : Federación Colombiana de Pelota
- Costa Rica
- Chili
- Équateur : Asociación de Pelota Nacional
- États-Unis : New York Handball Alliance
- Espagne
  - Communauté valencienne : Federació de Pilota Valenciana
  - Pays basque espagnol : EEPF
- France : Fédération française de jeu de paume
- Italie : Federazione Italiana Pallapugno
- Mexique : Federación Mexicana de Juegos y Deportes Autóctonos y Tradicionales
- Pays-Bas : Koninklijke Nationale Kaats Bond
- Paraguay
- Pérou
- Porto Rico : Puerto Rico Wallball Association
- Portugal : Associação Portuguesa Pelota a Mão
- Québec : Balle au Mur Québec (bamq)
- Uruguay : Federación Uruguaya de Pelota
- Venezuela